# James Hayllar

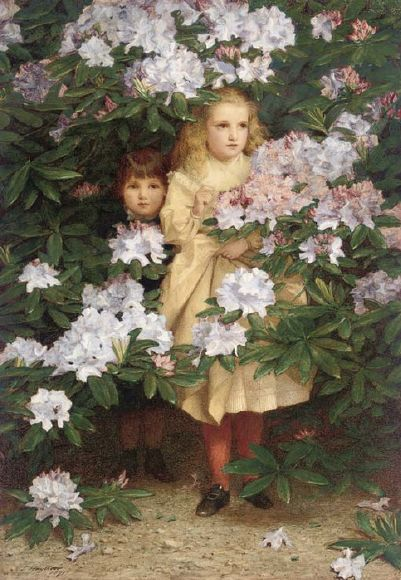
Jugando al escondite

James Hayllar (1829-1920) fue un pintor inglés de género, retratos y paisajes.

## Vida y trabajo
Hayllar nació en Chichester, Sussex. Inició su formación en Londres en la Academia de Arte regida por Francis Stephen Cary, a quien retrató en 1851. Posteriormente continuó sus estudios en la Real Academia de Artes de Londres.
Hayllar viajó a Italia en 1851-53. Expuso regularmente sus obras en la Real Academia entre 1850 y 1898. También expuso en la British Institution y en la Sociedad Real de Artistas británicos (RBA), de la que fue miembro.
Inicialmente se dio a conocer como retratista, pero más tarde se dedicó a la pintura de género, a menudo presentando en sus obras chicas bastante jóvenes. Su trabajo se hizo muy popular. Con George Dunlop Leslie, quien vivió en Wallingford en la misma época, pintó un retrato de la Reina Victoria para celebrar su Jubileo de oro en 1887, obra que cuelga en el Ayuntamiento de Wallingford ofrecido por los artistas.
Contrajo matrimonio con Edith Phoebe Cavell (1827–1899), tía de Edith Cavell, famosa enfermera británica fusilada por los alemanes por traición durante la Primera Guerra Mundial. Vivieron en Wallingford de 1875 a 1899 en la casa llamada "Castle Priory", junto al Támesis. El matrimonio tuvo nueve hijos, cuatro varones y cinco hembras, de los que cuatro de las mujeres serían reconocidas artistas. Después de la muerte de su mujer, en 1899, se trasladó a Bournemouth.

## Familia
Hayllar tuvo cuatro hijos y cinco hijas. Cuatro de ellas (Edith Hayllar (1860–1948), Jessica Hayllar (1858–1940), Mary Hayllar (1863–c. 1950), y Kate Hayllar (fl. 1883–1900)) devinieron artistas notables; todas recibieron su formación artística de su padre y expusieron en la Real Academia.